# Tomb Raider (филм)
 (срп. Пљачкаш гробница) је амерички акционо авантуристички филм из 2018. године редитеља Рара Утауга на основу истоимене видео игре из 2013. године. Продуцент филма је Грејам Кинг. Сценарио потписују Џенева Робертсон Дворт и Еластир Сидонс. Музику је компоновао Џанки XL.
Насловну улогу тумачи Алисија Викандер као Лара Крофт, а у осталим улогама су Доминик Вест, Волтон Гогинс, Даниел Ву, Кристин Скот Томас, Дерек Џакоби и Ник Фрост. Светска премијера филма је била одржана 14. марта 2018. у Уједињеном Краљевству док је се у Сједињеним Америчким Државама почео приказивати 16. марта 2018.
Буџет филма је износио 94 000 000 долара, а зарада од филма је 273 400 000 долара.

## Радња
Лара Крофт (Алисија Викандер) је страствена, самостална девојка и ћерка ексцентричног пустолова који је нестао док је она још била тинејџерка. Сада, након седам година, Лара нема никакав стваран циљ или сврху она одбија да преузме узде царства свог оца једнако као што одбија да призна да је стварно отишао.
Противећи се очевим последњим жељама, Лара одлучује да остави све иза себе како би решила загонетку његовог мистериозног нестанка, а своју потрагу започиње истраживањем последње локације на којој је био виђен.

## Улоге
| Глумац             | Улога         |
| ------------------ | ------------- |
| Алисија Викандер   | Лара Крофт    |
| Доминик Вест       | Ричард Крофт  |
| Волтон Гогинс      | Матајас Фогел |
| Даниел Ву          | Лу Рен        |
| Кристин Скот Томас | Ана Милер     |
| Дерек Џакоби       | господин Јафи |
| Ник Фрост          | Макс          |